# Józef Latoszyński
Józef Latoszyński herbu Gryf (zm. 1611) – podwojewodzi krakowski, podczaszy krakowski w latach 1604–1611, podstarości i sędzia grodzki krakowski w latach 1591–1595, marszałek Trybunału Głównego Koronnego w 1590 roku, sędzia kapturowy sandomierski w 1587 roku.
W 1606 roku był członkiem zjazdu pod Lublinem, który przygotował rokosz Zebrzydowskiego.